# Fiodor Kowalow
Fiodor Kowalow, ros. Фёдор Никитович Ковалёв, pseud. Fiedia (ur. 1 stycznia 1919 w Nowo-Nikolskoje) – oficer Armii Czerwonej i Gwardii Ludowej, uczestnik II wojny światowej, dowódca polsko-radzieckiego oddziału partyzanckiego.

## Życiorys
Fiodor Kowalow był oficerem Armii Czerwonej narodowości rosyjskiej pochodzącym z Ukrainy. W czasie ataku wojsk III Rzeszy i ich satelitów na Związek Radziecki mającym  miejsce 22 czerwca 1941 roku dowodził kompanią 254 samodzielnego batalionu łączności 20 Korpusu Strzeleckiego 13 Armii.
W czasie walk został ranny i dostał się do niemieckiej niewoli. Gdy pociąg przejeżdzał przez ziemie polskie, wyskoczył nocą z wagonu. Do zdrowia i pełni sił pomogli mu wrócić polscy chłopi. Założył oddział partyzancki składający się głównie z czerwonoarmistów którzy uciekli z niemieckiej niewoli oraz Polaków. Z czasem w oddziale służyło do 200 partyzantów, operując m.in. w lasach parczewskich. Jako partyzant używał m.in. pseudonimów: Albrecht, Fiedia, Fiodor i Teodor. 
Współpracując z polskim oddziałem Gwardii Ludowej, 17 grudnia 1942 dokonał akcji na  posterunek granatowej policji w Ostrowie Lubelskim, zniszczył urząd gminy i pocztę oraz zlikwidował policjanta i konfidentów pracujących na rzecz niemieckich władz okupacyjnych. Po rozmowach z delegatem PPR Józefem Balcerzakiem oddział został przyjęty do GL i nadano mu imię  gen. Józefa Bema. Po dotarciu na ziemie polskie Armii Czerwonej Kowalow wrócił w jej szeregi i w stopniu podpułkownika służył w kontrwywiadzie Smiersz 13 Armii. W 1965 po uznaniu za inwalidę został zwolniony ze służby wojskowej.

## Ordery i odznaczenia
- Order Krzyża Grunwaldu (II)
- Order Krzyża Grunwaldu (III)
- Krzyż Walecznych i inne[6].